# Tungurahua (tỉnh)
Tungurahua (tiếng Tây Ban Nha: Provincia del Tungurahua, nghĩa là tỉnh Tungurahua) là một trong hai mươi bốn tỉnh của Ecuador. Tỉnh lỵ là Ambato. Tỉnh lấy tên từ núi lửa Tungurahua, nằm trong ranh giới của tỉnh này.
Trong năm 2011, tỉnh Tungurahua có dân số khoảng 581.389 người. Khoảng 10% dân số là các dân tộc bản địa, trong khi dân tộc khác 70% là của người đàn lai hay di sản hỗn hợp chủng tộc. Còn lại 20% dân số là các dân tộc có tổ tiên người châu Phi, châu Á, châu Âu.
Tỉnh có khí hậu ôn đới khô. Giống như tất cả các khu vực miền núi, khu vực nài trải qua hiện tượng được gọi là vi khí hậu trong đó phần nhỏ của tỉnh nhận được điều kiện hoàn toàn khác với những nơi khác do gió và áp lực khu vực. Nói chung, tỉnh Tungurahua có nhiệt độ ở giữa 14 và 17 độ C vào ban ngày với đêm lạnh.